# Янг, Стюарт
Стюарт Янг (англ. Stuart Young; род. 16 декабря 1972, Кингстон-апон-Халл, Англия) — английский футболист, выступал на позиции нападающего, в клубах Англии, Австралии и Сингапуре.

## Биография
Футбольная карьера Янга началась в 1990 году в «Арсенале», в 1991 году он переехал в свой родной город в клуб «Халл Сити». Он провел два сезона в клубе, прежде чем перейти в «Нортгемптон Таун» в 1993 году, в «Скарборо» в 1994 году, в «Сканторп Юнайтед» в период с 1994 по 1996 год, Затем Янг отправился за океан, в Сингапур, где провел три успешных сезона. С 1996 по 1997 год он выступал за «Вудлэндс Веллингтон» из Южной лиги. В своем последнем сезоне в Сингапуре он стал лучшим бомбардиром лиги в составе «Хоум Юнайтед». В 1999 году присоединился к австралийской команде «Вуллонгонг Вулвз», выступавшей в Национальной футбольной лиге. Этот переход оказался успешным для нападающего, и он провел в Новом Южном Уэльсе пять особенных лет, выступая за клуб с 1999 по 2004 год и выиграв за это время два регулярных чемпионата. Он является лучшим бомбардиром «Вуллонгонг Вулвз» за всю историю клуба, забив 60 мячей.
Его переход в «Перт Глори» на первый сезон А-лиги поначалу вызвал некоторые затруднения из-за нежелания тогдашнего менеджера клуба Стива Макмаона использовать нападающего-ветерана. Было предположение, что такое отношение у Макмаона к нему была вызвана тем фактом, что Стюарта пригласил не он. Стюарт в основном выходил на замену в конце матча. В течение сезона 2005/06 года Янг даже ездил на просмотр в «Квинсленд Роар», что бы получить больше игровой практики, но все изменилось с приходом нового главного тренера в «Перт Глори» Рона Смита, это привело к увеличению игрового времени, а также к голу в первой игре под руководством Смита.
После ухода из «Перт Глори» выступал за «Сорренто», в котором завершил свою профессиональную карьеру.
После завершения карьеры с 2009 года по 2011 год был главным тренером «Мундра Сити».

## Достижения

### Клубные
- Победитель регулярного чемпионата Национальной футбольной лиге: (1999/00, 2000/01)